# جوزيف ت.سكيريت
جوزيف ت. سكيريت (١٩٤٣-٢٥ أيار ٢٠١٥) كان ناقدًا أدبيًا أمريكيًا وأستاذًا للغة الإنجليزية في جامعة ماساتشوستس أمهيرست. الكثير من أعماله تركز على دراسات السود ، وكتابه الأكثر شهرة له هو مختارات الأدب والسلالة والعرق عام٢٠٠١ : تنافس الهويات الأمريكية. مع أمريتجيت سينغ وروبرت إي هوجان ، قام أيضًا بتحرير كتابين عن الذاكرة في الأدب العرقي الأمريكي في عامي ١٩٩٤ و ١٩٩٦ على التوالي.
ولد سكيريت في بروكلين ، نيويورك ، عام ١٩٤٣ ، وحصل على درجة البكالوريوس في كلية سانت فرانسيس عام ١٩٦٤. بعدها حصل على ماجستير في الكتابة الإبداعية من جامعة جونز هوبكنز عام ١٩٦٥ ، كما وحصل على الدكتوراه في اللغة الإنجليزية في جامعة ييل. ركز على الأدب الأفريقي الأمريكي في عمله بجامعة ييل في القرن العشرين.
التحق سكريت بجامعة ماساتشوستس بقسم اللغة الإنجليزية في أمهيرست عام ١٩٧٣. من عام ١٩٨٦ إلى عام ١٩٩٩، حرر سكريت مجلة ميلوس: الأدب متعدد الأعراق للولايات المتحدة ، والتي لفتت الانتباه إلى مجموعة متنوعة من الآداب الأمريكية ، و «واجهاتها».

## المنشورات
- Editor, Literature, Race and Ethnicity: Contesting American Identities (Longman, 2001)[3]
- Editor, MELUS (journal)[3]
- Co-Editor (with Amritjit Singh and Robert E. Hogan), Memory, Narrative and Identity: New Essays in Ethnic American Literatures. Boston: Northwestern UP, 1994
- Co-Editor (with Amritjit Singh and Robert E. Hogan), Memory and Cultural Politics: New Approaches to American Ethnic Literatures Boston: Northeastern U P, 1996.

## الجوائز
- UMass Chancellor's Award for Multiculturalism, 1996[3]
- Honorary Doctorate of Literature, Saint Francis College, Brooklyn, New York, 1998[3]